# Schoenus smitinandii
Schoenus smitinandii är en halvgräsart som beskrevs av Tetsuo Michael Koyama. Schoenus smitinandii ingår i släktet axagssläktet, och familjen halvgräs. Inga underarter finns listade i Catalogue of Life.